# Rocca d’Arazzo
Rocca d’Arazzo – miejscowość i gmina we Włoszech, w regionie Piemont, w prowincji Asti.
Według danych na styczeń 2009 gminę zamieszkiwało 941 osób przy gęstości zaludnienia 74,6 os./1 km².